# بال‌پرستویی آفریقایی غول‌پیکر
بال پرستویی آفریقایی غول پیکر (نام علمی: Papilio antimachus) نام یک گونه از سرده فرانه‌ها است.